# اوزریانه
اوزریانه (به لاتین: Ozeryane) یک منطقهٔ مسکونی در روسیه است که در استان آمور واقع شده‌است.